# Altes Krematorium (Hamburg-Alsterdorf)

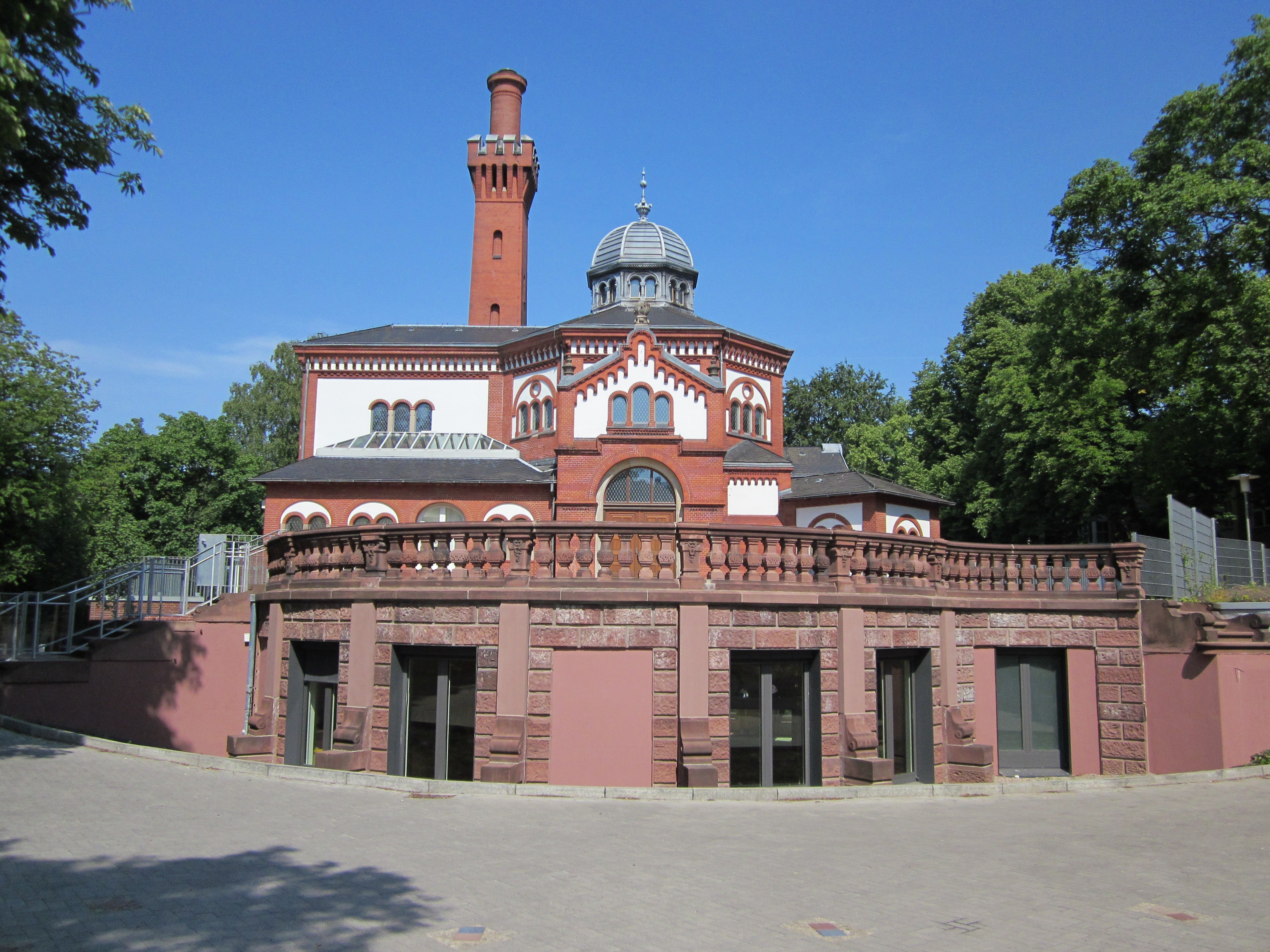
Ansicht von der Alsterdorfer Straße

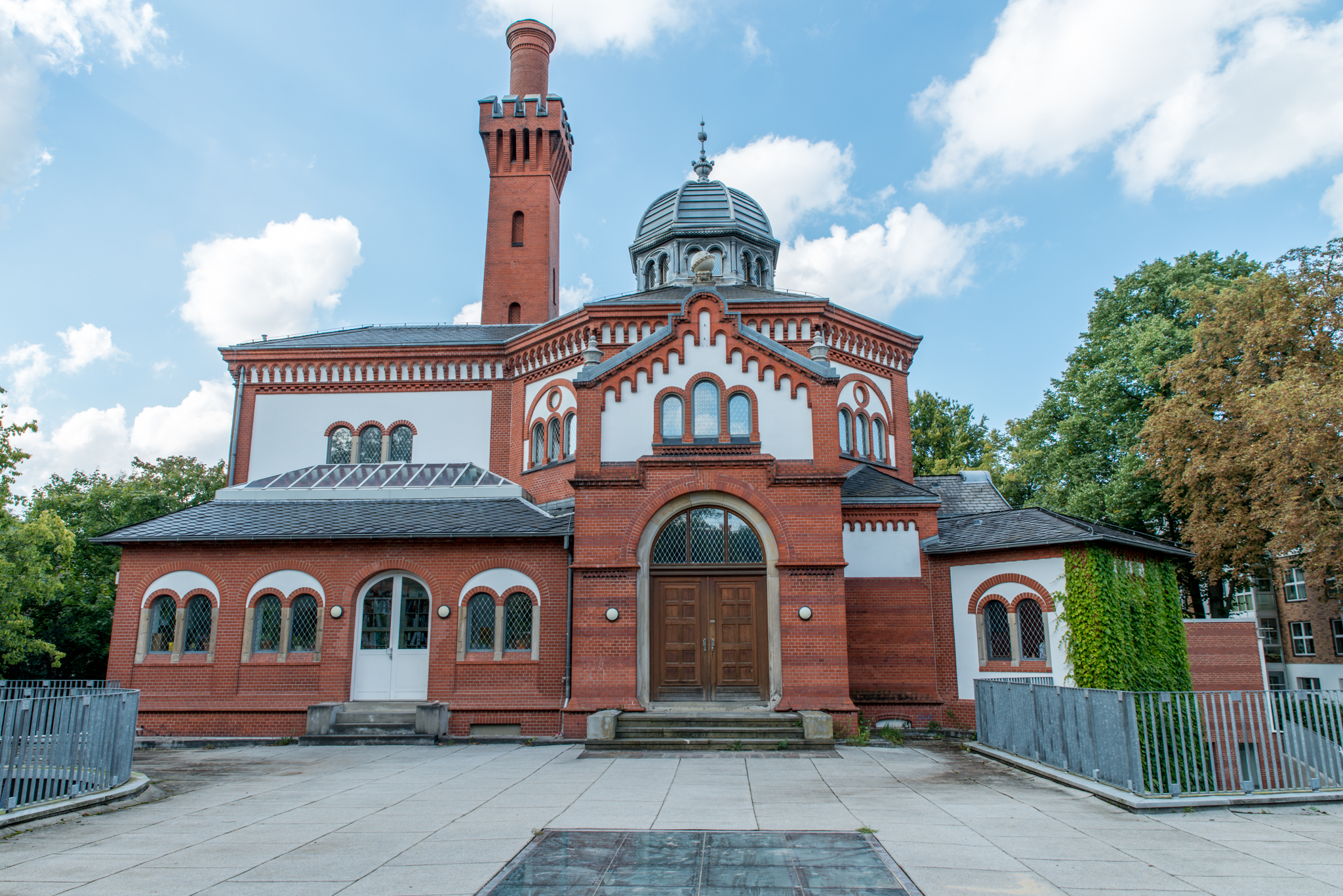
Eingangsbereich. Gut erkennbar sind die ergänzten Warte- und Aufenthaltsräume rechts und links des Eingangs.

Das Alte Krematorium ist eine ehemalige Feuerbestattungsanlage im Hamburger Stadtteil Alsterdorf. Nachdem der Betrieb als Krematorium aufgegeben worden war, diente es ab 1998 vorübergehend als Gaststätte und seit 2009 als Schule.

## Lage
Das Gebäude liegt unter der Adresse Alsterdorfer Straße 523 in unmittelbarer Nähe des Ohlsdorfer Friedhof zwischen dem Bahnhof Hamburg-Ohlsdorf und der Alster.

## Geschichte
Planungen zum Bau eines Krematoriums in Hamburg gab es im Rahmen des „Vereins zur Förderung der Feuerbestattung“ bereits seit 1874. Dieser Verein suchte sowohl nach einem geeigneten Grundstück als auch nach einer brauchbaren architektonischen Gestaltung. Den 1888 durchgeführten Architektenwettbewerb gewann Ernst Paul Dorn mit dem Entwurf eines achteckigen Zentralbaus, den er nach romanischen Vorbildern gestaltete. Mit seinen Backsteingliederungen und hellen Putzflächen zeigt er zwar sakrale Anklänge, erinnert aber nur schwach an zeittypische Kirchenbauten. Ein Standort dem auch der Hamburger Senat zustimmte, fand sich 1890 in der Nähe des Ohlsdorfer Friedhofes.
Die Grundsteinlegung erfolgte am 18. Oktober 1890, Richtfest war am 27. Februar 1891 und am 22. August 1891 konnte das Gebäude eingeweiht werden. Die Bauphase lag nahezu zeitgleich mit einer entsprechenden Anlage in Heidelberg. Die Inbetriebnahme verzögerte sich jedoch aufgrund offener rechtlicher und organisatorischer Fragen, zu deren abschließender Klärung der Hamburger Senat erst unter dem Eindruck der Choleraepidemie von 1892 in der Lage war. Das Krematorium konnte dann am 19. November 1892 mit der ersten Feuerbestattung als drittes seiner Art in Deutschland den Betrieb aufnehmen. Es erlebte bald darauf eine der aufwendigsten Zeremonien die hier je durchgeführt wurde, die von Bernhard Pollini organisierte Trauerfeier für Hans von Bülow. 
Von 1901 bis 1904 erweiterte man die Anlage um einen von Wilhelm Cordes entworfenen Urnenhain zur Beisetzung der Asche aus dem Krematorium. Die Gestaltung lehnte sich stark an den alten Teil des Ohlsdorfer Friedhofes an und bestand wie dieser aus einer künstlichen Landschaft mit kleinen Hügeln, Wasserflächen, Felsen und verschlungenen Wegen. Hier befand sich ursprünglich das Grab der Künstlerin Anita Rée. Die Terrassenanlage aus rotem Sandstein wurde 1911 nachträglich unter der Leitung von Ricardo Bahre angelegt.
Schon bald nach der Einweihung entwickelte sich das Krematorium zu einer kleinen touristischen Attraktion, die per Alsterschiff erreicht, gegen Eintritt besichtigt werden konnte und deren auffällige Lage und Architektur zahlreiche Postkarten abbildeten.
Die Zahl der Einäscherungen entwickelte sich von 41 im Jahre 1892 bis 678 im Jahre 1910 zunächst nur zögerlich, erst in den 1920er-Jahren stieg sie durch eine veränderte Gebührenpolitik deutlich an. Ab 1932 löste das Krematorium auf dem Hauptfriedhof Ohlsdorf die Alsterdorfer Anlage für die Verbrennung von Leichen ab. Im Urnenhain fanden jedoch noch bis zum Beginn der 1950er-Jahre Beisetzungen statt.

## Technik und Gebäude
Das Gebäude wurde ursprünglich über eine Freitreppe und eine Vorhalle betreten. Der Innenraum bestand im Wesentlichen aus einer über 14 m hohen Feierhalle, die durch Fenster im oberen Bereich und in der Dachlaterne beleuchtet wurde. Am hinteren Ende der Halle befand sich eine Erhöhung für den Sarg, von der aus dieser über eine hydraulische Vorrichtung diskret und unmittelbar in das Untergeschoss zur Verbrennungsanlage transportiert werden konnte. Weitere Funktionsräume, in denen die Asche gesammelt und die Urne befüllt wurde, sind ebenfalls im Untergeschoss angeordnet.
An den Seiten der Feierhalle gab es zwei kleine Räume, in denen Urnen untergebracht waren. Die Anlage erhielt bei der Erweiterung der 1910er-Jahre neben der Terrasse auch größere Warteräume für Trauernde und Vorbereitungsräume für Geistliche.
Der frei stehende und mit 25 m auffällig hohe Schornstein erfüllte in erster Linie die zur Bauzeit geltenden baurechtlichen Vorgaben. Er ist doppelwandig ausgeführt und dient gleichzeitig der Entlüftung des Gebäudes. Bei der Fassadengestaltung des Schornsteins orientierte sich der Architekt an Türmen im Stil der italienischen Renaissance (die sich z. B. bei Palazzo-Bauten der Toskana oder auch an der 1847 fertig gestellten Alten Post in der Hamburger Innenstadt finden).

## Umbauten zur Nachnutzung
Die Hamburger Behörden verfügten 1954 zunächst die komplette Aufhebung des Friedhofes bis Ende 1979 und genehmigten anschließend 1962 auch den Abbruch des Krematoriums. Ab 1975 begannen sich Behörden wie das Garten- und Friedhofsamt für den Erhalt der Anlage einzusetzen. Das Denkmalschutzamt ließ durch Hermann Hipp ein umfangreiches Gutachten erstellen, dass dem Gebäude eine „hohe geschichtliche und kunstgeschichtliche Bedeutung“ bescheinigt und es als Ausprägung eines „beispielhaften Innovationsprozesses“ sieht. Das Alte Krematorium und die Reste des Urnenfriedhofes wurden 1981 unter Denkmalschutz gestellt. In den Jahren bis 1996 gab es diverse Konzepte für Nachnutzungen und Sanierungen, die allesamt nicht umgesetzt werden konnten und den zunehmenden Verfall der Bausubstanz nicht aufhielten.
Erst als das Gelände zusammen mit einem angrenzenden Grundstück an die Vereinigte Hamburger Wohnungsbaugenossenschaft verkauft wurde, änderte sich die Situation. Die Genossenschaft errichtete eine Seniorenwohnanlage und baute das Krematorium zu einem Restaurant um. Verschiedene gastronomische Einrichtungen wechselten sich mit eher mäßigem Erfolg ab, 2007 verkaufte die Genossenschaft das Gebäude an den Immobilienkaufmann Klausmartin Kretschmer, der es an einen Verein zum Betrieb einer privaten Schule und Kindertagesstätte weiterverkaufte. Bis 2009 gestaltete die Schule den ehemaligen Terrassenbereich erneut umfangreich neu und errichtete auf der Alsterseite des Grundstückes einen halbkreisförmigen Neubau für weitere Räume. Die ehemalige Friedhofsanlage ist nach dem Umbauten heute kaum noch zu erahnen.
Koordinaten: 53° 37′ 6,7″ N, 10° 1′ 39,5″ O

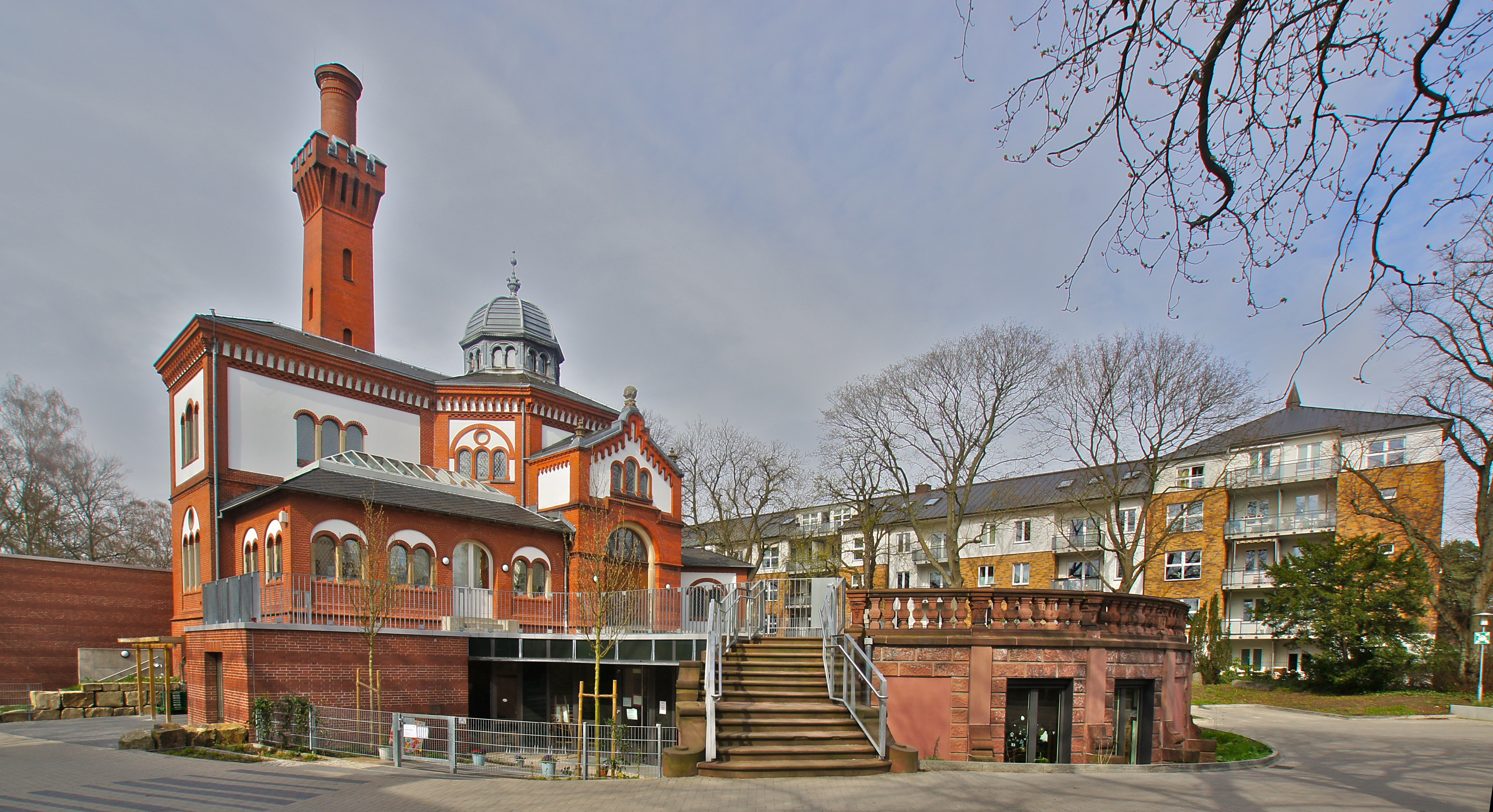
Terrassenanlage
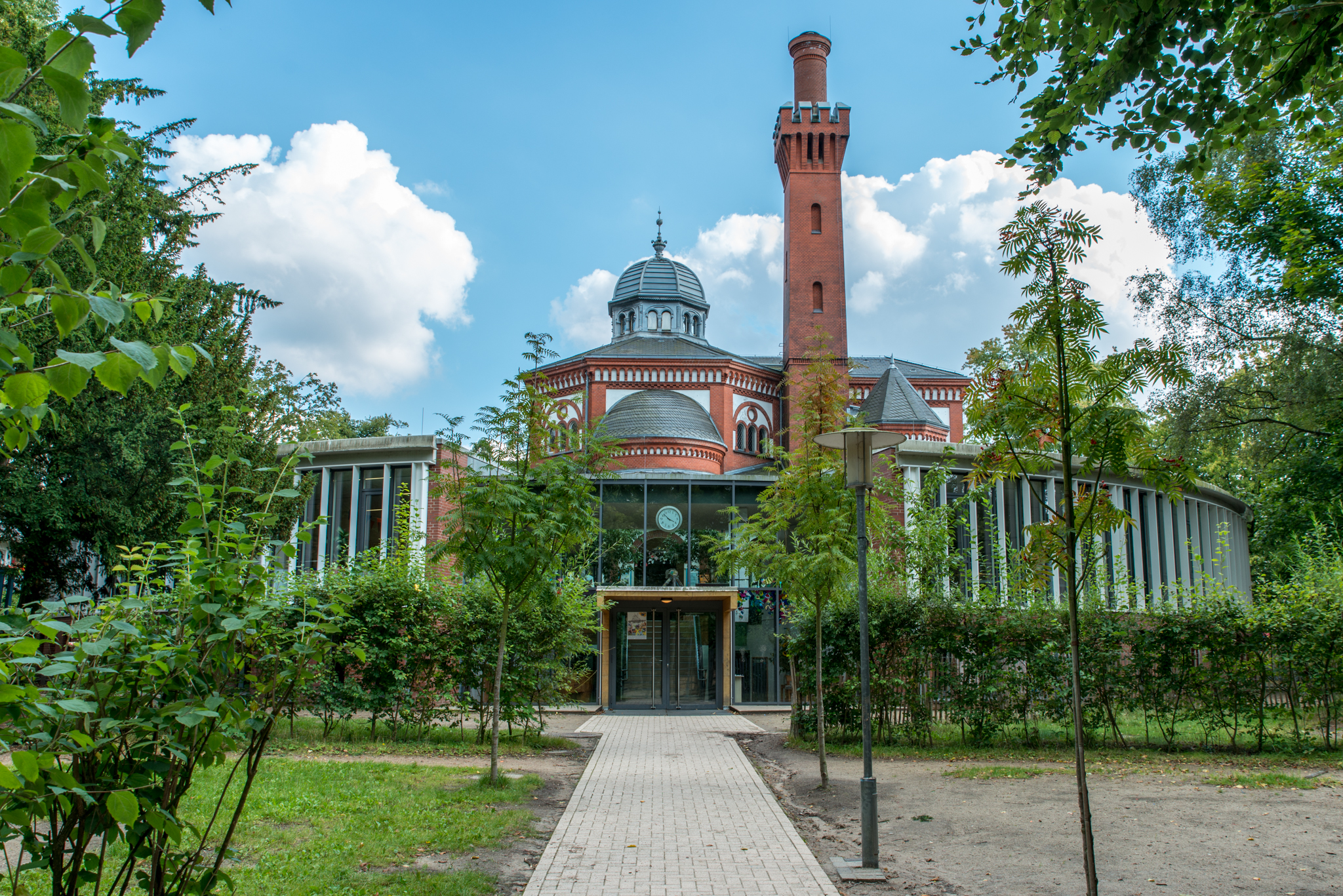
Gebäude mit Erweiterungsbau für die Schule